# Доналд А. Глејзер
Доналд Артур Глејзер (енгл. Donald Arthur Glaser, 21. септембар 1926. – 28. фебруар 2013) био је амерички физичар, неуробилог и добитник Нобелове награде за физику 1960. године „за проналазак коморе са мехурићима”.